# 杜威 (漢朝)
杜威（生卒年不明），一作杜長威，中國新朝末期人。
公元24年，杜威在割據者王郎麾下任諫議大夫。當漢更始帝的大司馬劉秀進攻王郎所據的邯鄲時，王郎不能抵禦，於是派杜威到劉秀的軍營談判投降條件。
杜威在開始談判的時候就向劉秀宣稱王郎是漢成帝的兒子劉子輿。劉秀回應道：「就算是成帝本人復活，也不能再主宰天下，何況是假的子輿呢！」杜威又為王郎求萬戶侯。劉秀不肯，說：「一戶都封不了。顧得全身就可以了。」杜威說：「邯鄲雖然鄙陋，但我們齊心協力，還可以支撐一段日子，斷不會君臣上下只求全身而已。」沒有達成協議就離開了。
劉秀之後率軍攻邯鄲，二十多天後攻陷了它。王郎出逃被殺，至於杜威的下落則沒有任何記載。